# Schatzberg
Schatzberg är ett berg i Österrike. Det ligger i distriktet Kufstein och förbundslandet Tyrolen, i den västra delen av landet, 300 km väster om huvudstaden Wien. Toppen på Schatzberg är 1 898 meter över havet, eller 106 meter över den omgivande terrängen. Bredden vid basen är 1,5 km.
Terrängen runt Schatzberg är bergig åt sydväst, men åt nordost är den kuperad. Närmaste större samhälle är Kundl, 9,3 km norr om Schatzberg. 
I omgivningarna runt Schatzberg växer i huvudsak blandskog. Runt Schatzberg är det ganska tätbefolkat, med 90 invånare per kvadratkilometer.